# Кандаковка (Бирский район)
Кандаковка (баш. Кандаковка) — деревня Бирском районе Республики Башкортостан Российской Федерации. Входит в состав Кусекеевского сельсовета.

## География
Расположено у озёр Подворное, Ширень.

### Географическое положение
Расстояние до:
- районного центра (Бирск): 5 км,
- центра сельсовета (Кусекеево): 7 км,
- ближайшей ж/д станции (Уфа): 113 км.

## История
По СНМ 1870г /4-й стан, по почтовому тракту из города Бирска в город Мензелинск.
1406. Кандаковка: деревня при озере Подворном; на 10 дворов указано жителей: 23/38 — русские.
Сборник статистических сведений по Бирскому уезду, 1899 г. /Базановская волость.
Сельцо Кандаковка: расположено на равнине, в 51 версте от г. Бирска — главного места сбыта продуктов. При селении — озера Каракуль, Ширень-Гать и Тауш. Население — русское, коренные- собственники, в числе 4 дворов и 4 ревизионных душ. Надел получен от башкир по вводному листу. Пашня на равнине. Распахана давно и сильно выпахана. Почва — суглинистый чернозём, рыхлый, глубиною до 12 вершков. Подпочва — красная вязкая глина с примесью песку. Севооборот — трехполье. Сеют: рожь, полбу, просо и горох. Удобрение практикуется. Пашут кунгурками. В селении 2 веялки. Огороды разводятся для себя. Скотоводство — хозяйственное. Скот местной породы пасется, кроме выгона, по пару и свободным нолям и лугам. Избы топят покупным кустарником. Сенокос поемный, по низкому берегу река Белой; почва — суглинистый чернозем. Аренда: 3 человека арендуют по-десятинно за деньги штатные и сенокосные угодья; 1 хозяин сдает свою землю.
По СНМ 1896г /6-й стан, Базановская волость
3033. Кандаковка: деревня при озере Подворном; на 6 дворов указано 9/11 жителей.
По СНМ 1906г /Айбашевская волость
Кондаковка: деревня при озере Подворное, на почтовом тракте. На 4 двора указано 8/13 жителей, основное занятие — земледелие.
По справочнику подворной переписи крестьянских хозяйств Бирского уезда 1914 года:
деревня Кондаковка входила в Пушкаревское сельское общество, проживали русские, государственные, 4 двора с населением 8/9 мужчин и женщин.

## Население
| 2002 | 2009 | 2010 |
| ---- | ---- | ---- |
| 340  | ↘336 | ↘324 |

### Национальный состав
Согласно переписи 2002 года, преобладающие национальности — русские (60 %), марийцы (29 %).

## Известные жители
- Семён Ефремович Попов — командир экипажа бронетранспортёра отдельной разведывательной роты 8-й мотострелковой бригады (9-й танковый корпус, 1-й Белорусский фронт), сержант, полный кавалеры ордена Славы.

## Инфраструктура
Личное подсобное хозяйство с зоной сельскохозяйственного использования, индивидуальная застройка усадебного типа.
Основа экономики — сельское хозяйство.
На 1920 год: 5 дворов и 8/24 жителей — русские; на 1926г — 7 дворов.

## Транспорт
Деревня доступна автотранспортом. Остановка общественного транспорта «Кандаковка».